# Ģipka
Ģipka (livisch Gipk, deutsch Gipken),  ist ein mittelgroßes Dorf in Lettland im Bezirk Talsi an den Ufern des Rigaer Meerbusens der Ostsee und an der P 131 (Tukums–Ķesterciems–Mērsrags–Kolka).

## Geschichte
In Ģipka wurde 1869 die erste Seefahrtschule in Kurland gegründet. Sie bildete die Steuermänner auf großer Fahrt und Kapitäne der Küstenschifffahrt aus. 1894 wurde die Schule nach Mazirbe (livisch Irē, deutsch Klein-Irben) verlegt. Vor der Eröffnung der Seefahrtschule befand sich seit 1860 in diesem Gebäude eine allgemeinbildende Schule. Ab 1867 wurde für die Bedürfnisse der Seefahrtschule eine zweite Etage gebaut. Das Gebäude ist erhalten geblieben und wird als Wohnhaus genutzt. Im Ort steht nahe dem Strand der Leuchtturm Ģipka.

## Gut Gipken
Die Familie von Osten-Sacken auf Schloss Dundaga ließ sich 1830 als Sommerresidenz und als Jagdhaus das Gut Gipken (lettisch: Ģipkas muiža) erbauen, 1,5 km südlich des Dorfes Ģipka gelegen.
Im Zuge der Agrarreform Anfang der 1920er Jahre fiel das Gut Gipken an den lettischen Staat. Das Landwirtschaftsministerium richtete dort ein Forstamt ein (samt der Dienstwohnung des Forstinspektors) und baute dazu das Gut um 1925 um.

## Kirche
Die evangelisch-lutherische Kirche von Ģipka wurde 1860 durch Hilfe der Adelsfamilie Osten-Sacken, den Eigentümern des Gutes Dondangen, errichtet. 1979 wurde sie durch Brandstiftung bis auf die Grundmauern zerstört und auf Initiative der Einwohner wiederaufgebaut.